# Ludovic Segarra
Pour les articles homonymes, voir Segarra (homonymie).
Ludovic Segarra est un réalisateur et scénariste français de documentaires, 
mort le 6 décembre 2007.

## Biographie
De 1991 à 2007, il est directeur de la collection Arts du mythe diffusée par Arte. Marié à la documentariste Anne Segarra, il est mort le 6 décembre 2007 et est inhumé à Bellême dans l’Orne

## Filmographie

### Réalisation et écriture
- 1972 : Des enfants, des hommes
- 1973 : La Révolution agraire en Algérie
- 1974 : Mithila, coréalisation avec Georges Luneau
- 1975 : Bhoutan : un petit pays possédé du ciel
- 1976 : Koumen avec Amadou Hampâté Bâ
- 1977 : Borobodur : voyage initiatique avec Philippe Lavastine
- 1978 : Le Pèlerinage d'Armarnat
- 1979 : Bardo-Thödol : le livre des morts tibétain
- 1980 : Ile de Ré
- 1981 : Chilam-Balam : prophéties Maya
- 1982 : Les Immémoriaux, d’après Victor Segalen, avec Henri Hiro
- 1983 : Ganga-Maya
- 1988 : Le Chemin de Damas
- 1989 : Tbilissi : avril 1989
- 1990 : Solovki
- 1990 : L’Asie Centrale : États d'urgence, dans la collection histoires d’actualité
- 1992 : Saint-Pétersbourg : le rêve de l’Europe
- 1993 : Saint-Pétersbourg : du rêve à la réalité
- 1994 : Tibet : Histoire d’une tragédie
- 1995 : Icônes et Fresques de Novgorod : l’image brisée
- 1995 : Icônes et Fresques de Novgorod : le dévoilement de l’image
- 1997 : Sur les traces de Bouddha
- 1998 : Dalaï-Lama : portrait
- 2000 : Le Petit Piano de voyage de Mozart
- 2004 : Tibet: Le choix de la non violence
- 2006 : L’Enfant volé : le 11e Panchen Lama

### Réalisation
- 1983-1987 : Réalisation de plusieurs films pour Pierre Dumayet dans les collections Lire c'est vivre pour Antenne 2 et La peinture du XIXe siècle pour le Musée d’Orsay et TF1.

### Écriture
- 1991 : Farizade et La Fouille
- 1996 : Pouchkine soirée thématique pour Arte
- 1999 : Mémoire ouvrière de l’île Seguin
- 1999 : adaptation pour le cinéma du récit de Paul Gauguin  Noa Noa

### Directeur de collection
- 1991 - 2007 : Arts du mythe diffusée par Arte